# Janine Bailly-Herzberg
Janine Bailly-Herzberg (1920-2005) est une historienne de l'art française, spécialiste de l'art pictural et de l'estampe du XIXe siècle. 

## Biographie
Janine Bailly-Herzberg est l'auteur de L'eau-forte de peintre au XIXe siècle : la Société des aquafortistes (1862-1867) publié chez Laget en deux volumes en 1972 : fruit de sa thèse de doctorat et de longues années de recherches, cet ouvrage remit en lumières le travail d'Alfred Cadart et de ses amis, ainsi que la renaissance de cet art.
En 1985, elle publie un ouvrage de référence, le Dictionnaire de l'estampe en France (1830-1950), préfacé par Michel Melot (Arts et métiers graphiques / Flammarion). Elle est également l'éditrice de la Correspondance de Camille Pissarro parue entre autres aux Presses universitaires de France (1980-1991) et présentée par Bernard Dorival, suivi par les Lettres de Ludovic Piette à Pissarro (1985).
À sa mort, ses archives et documents de travail autour de l'histoire de l'estampe sont confiés à la Bibliothèque nationale de France aux bons soins des chercheurs.

## Autres publications
- Avec Madeleine Fidell-Beaufort, Daubigny, textes anglais de Judith Schub, collection « La vie et l'œuvre », 'Paris, Geoffroy-Dechaume éditeur, 1975.
- L'Art du paysage en France au XIXe siècle, Paris, Flammarion, 2000,  (ISBN 2080107720).